# 1974년 텔레비전 애니메이션 목록
다음은 1974년에 방송된 텔레비전 애니메이션이다.

## 일본
| 제목                    | 화수 | 방송 기간 | 채널              | 비고 |
| ----------------------- | ---- | --------- | ----------------- | ---- |
| 알프스 소녀 하이디      |      | 1974년    | 후지TV            |      |
| 유도찬가                |      | 1974년    | 니혼TV            |      |
| 별의 아이 포론          |      | 1974년    | 홋카이도 문화방송 |      |
| 꼬마마녀 메구짱         |      | 1974년    | NET               |      |
| 쓸모없는 아버지         |      | 1974년    | 도쿄12 채널       |      |
| 작은 바이킹 비케        |      | 1974년    | 후지TV            |      |
| 겟타로보                |      | 1974년    | 후지TV            |      |
| 간과 곤                 |      | 1974년    | 시즈오카방송      |      |
| 이웃집 다마게타군       |      | 1974년    | 니혼TV            |      |
| 곤충이야기 신 고아 하치 |      | 1974년    | NET               |      |
| 별의 아이 초빈          |      | 1974년    | TBS               |      |
| 그레이트 마징가         |      | 1974년    | 후지TV            |      |
| 우리크펜 구조대         |      | 1974년    | 후지TV            |      |
| 짐보탄                  |      | 1974년    | 마이니치방송      |      |
| 허리케인 폴리머         |      | 1974년    | NET               |      |
| 최초인간 개틀즈         |      | 1974년    | TBS               |      |
| 무당벌레의 노래         |      | 1974년    | 후지TV            |      |
| 우주전함 야마토         |      | 1974년    | 요미우리TV        |      |
| 가리메로                |      | 1974년    | NET               |      |

## 참고 문헌
- 야마구치 야스오 (2005). 《일본 애니메이션 역사》. 미술문화. 218-219쪽.